# Jacinto Vera
Jacinto Vera y Durán (ur. 3 lipca 1813 na pokładzie łodzi na Oceanie Atlantyckim, zm. 6 maja 1881 w Pan de Azúcar) – urugwajski biskup Montevideo, błogosławiony Kościoła katolickiego.

## Życiorys
Jacinto Vera y Durán urodził się jako syn Gerardo Vera i Josefy Durán; łódź wiozła jego rodziców z ich miejsca pochodzenia na Wyspach Kanaryjskich do Urugwaju. Niemowlę zostało ochrzczone podczas postoju łodzi w Nossa Senhora do Desterro we Florianópolis w Brazylii. Wśród jego rodzeństwa były siostry María Teodora i Marianna oraz bracia Dionisio Antonio de los Dolores i Francisco, którzy zmarli podczas pobytu w Brazylii.
Od 1813 roku Vera mieszkał na dzierżawionej farmie, aż do momentu, gdy jego rodzice zakupili własne gospodarstwo w 1819 roku. W 1832 roku poczuł powołanie do kapłaństwa i w latach 1836-1841 studiował u jezuitów (w Colegio San Ignacio) w Buenos Aires, gdzie dał się poznać jako osoba inteligentna, a także ostra i wesoła. Został wyniesiony do diakonatu 28 maja 1841 roku i otrzymał święcenia 5 czerwca z rąk biskupa Buenos Aires Mariano Medrano y Cabrera. Vera odprawił swoją pierwszą mszę 6 czerwca w kościele Catalinas w Buenos Aires przed powrotem do Urugwaju. 
Po powrocie do domu, w latach 1842-1859, został przydzielony do parafii Canelones, gdzie pełnił najpierw funkcję wiceproboszcza, a następnie proboszcza, wykonując powierzoną mu intensywną posługę, której celem było dotarcie do całej ludności tego rozległego terytorium. W tej miejscowości został również wybrany na członka Rady Administracyjno-Gospodarczej Departamentu.
4 października 1859 roku Vera został mianowany wikariuszem apostolskim w Montevideo i objął urząd 14 grudnia. Szukał odnowy wśród księży i w styczniu 1860 roku wezwał wszystkich księży na Ćwiczenia Duchowe, które chciał uczynić regularną rzeczą dla ich własnego wzrostu jako księży. Od 25 kwietnia 1860 r. do stycznia 1861 r. odbył podróż misyjną po całym kraju, aby spotkać się z różnymi ludźmi, głosić kazania i administrować. W Montevideo pojawiły się jednak komplikacje, które spowodowały, że został zesłany do Buenos Aires na okres od 8 października 1862 r. do 23 sierpnia 1863 roku. Wkrótce jednak został zaproszony do powrotu do ojczyzny po tym, jak Venancio Flores złożył mu taką propozycję; po powrocie spotkał się z wielkim przyjęciem. To właśnie po jego powrocie pełniący obowiązki prezydenta Atanasio Aguirre poprosił papieża Piusa IX o mianowanie Very biskupem. Papież zaakceptował tę rekomendację w 1864 roku, mianując Verę biskupem tytularnym Megary 22 września, co skłoniło go do przyjęcia konsekracji biskupiej 16 lipca 1865 roku.
W 1867 roku Vera wyjechał do Rzymu, aby wziąć udział w XIX rocznicy śmierci św. Piotra i udał się na długie tournée po Włoszech i Francji, odwiedzając także sąsiednią Hiszpanię i Portugalię. W tym czasie odbył również pielgrzymkę do Ziemi Świętej. W 1869 roku ponownie wyruszył do Rzymu, aby wziąć udział w I Soborze Watykańskim i był tam aż do zamknięcia soboru w 1870 roku wraz z utratą państw papieskich. 
4 października 1859 został mianowany wikariuszem apostolskim, a 16 lipca 1865 wyświęcony na biskupa z tytułem Megara. 3 lipca 1878 mianowany na pierwszego biskupa Montevideo. Zmarł 6 maja 1881 w Pan de Azúcar a jego pogrzeb przyciągnął setki osób, które okrzyknęły go energicznym pasterzem i świętym znanym ze swojej inteligencji i osobistej świętości. 
6 maja 2015 papież Franciszek ogłosił dekret o heroiczności jego cnót, zaś 17 grudnia 2022 podpisał dekret uznający cud za wstawiennictwem biskupa Jacinto Very, co otwiera drogę do jego beatyfikacji. 6 maja 2023, w dniu jego 142 rocznicy odejścia do nieba, w trybunie olimpijskiej Stadionu Stulecia w Montevideo w Urugwaju, kard. Paulo Cezar Costa, arcybiskup metropolita Brasílii w imieniu papieża Franciszka, beatyfikował biksupa Vere wpisując go w poczet błogosławionych Kościoła katolickiego.
Jego wspomnienie liturgiczne obchodzone jest 6 maja.